# Dean Hooper
Dean Raymond Hooper (sinh ngày 13 tháng 4 năm 1971) là một cầu thủ bóng đá người Anh đã giải nghệ thi đấu ở vị trí hậu vệ cho Swindon Town và Peterborough United ở Football League.

## Danh hiệu
Kingstonian
- Isthmian League Premier Division: 1997–98[4]
- Surrey Senior Cup: 1997–98[4]

Aldershot Town
- Isthmian League Premier Division: 2002–03[5]

## Thống kê sự nghiệp
| Câu lạc bộ                  | Mùa giải            | Giải vô địch                     | Giải vô địch | Giải vô địch | Cúp FA | Cúp FA | Cúp Liên đoàn | Cúp Liên đoàn | Khác | Khác | Tổng | Tổng |
| Câu lạc bộ                  | Mùa giải            | Hạng đấu                         | Trận         | Bàn          | Trận   | Bàn    | Trận          | Bàn           | Trận | Bàn  | Trận | Bàn  |
| --------------------------- | ------------------- | -------------------------------- | ------------ | ------------ | ------ | ------ | ------------- | ------------- | ---- | ---- | ---- | ---- |
| Swindon Town                | 1994–95             | First Division                   | 4            | 0            | 0      | 0      | 1             | 0             | 0    | 0    | 5    | 0    |
| Swindon Town                | 1995–96             | Second Division                  | 0            | 0            | 0      | 0      | 1             | 0             | 2    | 0    | 3    | 0    |
| Swindon Town                | Tổng                | Tổng                             | 4            | 0            | 0      | 0      | 2             | 0             | 2    | 0    | 8    | 0    |
| Peterborough United (mượn)  | 1995–96             | Second Division                  | 4            | 0            | 0      | 0      | —             | —             | —    | —    | 4    | 0    |
| Stevenage Borough           | 1996–97             | Conference                       | 21           | 1            | 0      | 0      | —             | —             | 8    | 0    | 29   | 1    |
| Kingstonian                 | 1997–98             | Isthmian League Premier Division | 37           | 2            | 4      | 3      | —             | —             | 7    | 0    | 48   | 5    |
| Peterborough United         | 1998–99             | Third Division                   | 37           | 2            | 1      | 0      | 2             | 0             | 2    | 0    | 42   | 2    |
| Peterborough United         | 1999-00             | Third Division                   | 30           | 0            | 2      | 0      | 2             | 0             | 1    | 0    | 35   | 0    |
| Peterborough United         | 2000–01             | Second Division                  | 32           | 0            | 4      | 0      | 2             | 0             | 2    | 0    | 40   | 0    |
| Peterborough United         | 2001–02             | Second Division                  | 13           | 0            | 4      | 0      | 0             | 0             | 1    | 0    | 18   | 0    |
| Peterborough United         | Peterborough United | Peterborough United              | 116          | 2            | 11     | 0      | 6             | 0             | 6    | 0    | 139  | 2    |
| Dagenham & Redbridge (mượn) | 2001–02             | Conference                       | 14           | 0            | —      | —      | —             | —             | —    | —    | 14   | 0    |
| Aldershot Town              | 2002–03             | Isthmian League Premier Division | 38           | 1            | 0      | 0      | —             | —             | 0    | 0    | 38   | 1    |
| Aldershot Town              | 2003–04             | Conference                       | 29           | 0            | 0      | 0      | —             | —             | 1    | 0    | 30   | 0    |
| Aldershot Town              | Tổng                | Tổng                             | 67           | 1            | 0      | 0      | —             | —             | 1    | 0    | 68   | 1    |
| St Albans City              | 2004–05             | Conference South                 | 32           | 1            | 0      | 0      | —             | —             | 4    | 0    | 36   | 1    |
| Lewes                       | 2005–06             | Conference South                 | 28           | 0            | 0      | 0      | —             | —             | 0    | 0    | 28   | 0    |
| Lewes                       | 2006–07             | Conference South                 | 6            | 0            | 1      | 0      | —             | —             | 0    | 0    | 7    | 0    |
| Lewes                       | Tổng                | Tổng                             | 34           | 0            | 1      | 0      | —             | —             | 0    | 0    | 35   | 0    |
| Cambridge United (mượn)     | 2006–07             | Conference Premier               | 3            | 0            | —      | —      | —             | —             | —    | —    | 3    | 0    |
| Tổng cộng sự nghiệp         | Tổng cộng sự nghiệp | Tổng cộng sự nghiệp              | 328          | 7            | 16     | 3      | 8             | 0             | 28   | 0    | 380  | 10   |

1. 1 2 3 4  Football League Trophy.
2. ↑  FA Trophy.
3. ↑  4 lần ra sân ở Surrey Senior Cup, 1 trận ở FA Trophy, 1 trận ở Isthmian League Cup, 1 trận ở Isthmian League Full Members' Cup.
4. ↑  1 trận ở Play-off Football League Third Division, 1 trận ở Football League Trophy.
5. ↑  Play-off Football Conference.
6. ↑  2 lần ra sân ở FA Trophy, 1 trận ở Isthmian League Cup, 1 trận ở Herts Senior Cup.